# چاچاکومانی (کیسپیکانچی)
چاچاکومانی (به اسپانیایی: Chachacumani) یک کوه در پرو است که در منطقه کوسکو واقع شده‌است. چاچاکومانی ۵٬۱۰۰ متر بالاتر از سطح دریا واقع شده‌است.